# 陈遵
陳遵（前1世纪—20年代），字孟公，杜陵縣（今屬西安市）人，西汉至新朝時期遊俠，生性愛好飲酒，擅長書法，家中往來賓客眾多，擔任過河南郡太守、九江郡及河內郡都尉二千石等級的官員，並因鎮壓趙朋、霍鴻起事有功，受封嘉威侯，王莽末年曾出使匈奴，更始帝進入長安後，陳遵滯留於朔方郡，期間遭賊兵殺害。

## 生平

### 布衣之交
陳遵的祖父陳遂，表字長子，漢宣帝微賤時與他有過交往，兩人相隨玩博戲下圍棋，陳遂多次輸給漢宣帝，欠下賭債，等到漢宣帝登上皇位，啟用陳遂，等到他逐漸升遷為太原郡太守時，漢宣帝便賜給其一封用玉璽封記的文書，文書上說：「詔令太原郡太守，你現在官職尊貴、俸祿優厚，可以償還賭債了吧，你的妻子君寧當時在場，了解你欠債的情況。」陳遂上書辭謝說：「欠債的事發生在元平元年大赦令之前（意思是不還錢了）。」陳遂便是被漢宣帝厚待到如此程度，汉元帝時，陳遂被徵召擔任京兆尹，直做到廷尉。

### 放縱不拘
陳遵幼年喪父，與张竦（字伯松）都擔任京兆尹的屬吏，張竦學問淵博，通達事理，以清廉節儉約束自己，而陳遵卻放任自身，不受常規約束，二人操守品行雖然各異，但互相親近友好，汉哀帝末年都很出名，是年輕後進中的佼佼者。
二人同時進入三公的官府任職，公府屬吏一般乘坐的都是小馬駕的舊車，不尚華麗，但陳遵卻極盡車馬衣服的美好，門前車馬交錯，他每日總要出去喝酒，直到酒醉方才歸家，官府的公事經常被耽誤，西曹照慣例責難他，侍曹到官舍報告陳遵說：「陳先生今天因某一件受到了責難。」陳遵說：「等到他責難滿一百次在來告訴我。」按照慣例，一個官吏受責難一百次才會被罷免，陳遵受責難一百次後，西曹向上報告，要求罷免陳遵，大司徒馬宮是當時的儒學宗師，優待讀書人，又器重陳遵，對西曹說：「此人是位度量豁達、不拘小節之人，為什麼要用瑣碎的條文來責難他呢？」於是舉薦陳遵去治理京畿三辅中政務最繁重的縣份，讓他接任郁夷縣县令，過了很長一段時間，陳遵因與上級右扶風失和，自己請求免職離去。

### 賓客滿堂
後來槐里县的大賊趙朋、霍鸿起事時，陳遵擔任校尉，進攻趙朋、霍鴻立了功，被封為嘉威侯，陳遵居住在长安城，列侯、皇帝左右的親近大臣和貴親國戚都敬重他，州牧、郡守將要離京赴任時，以及各郡國豪傑到京師的，沒有哪一個人不到陳遵家拜訪。
陳遵嗜好飲酒，每次大宴會，到了賓客坐滿門庭時，就關上大門，並把客人車輪上的銷釘取出丟入井中，客人即便有急事，也不能離開，曾經有一位刺史回京報告事情，路過拜訪陳遵，遇上他正在飲酒，刺史很窘迫，只好等到陳遵喝的大醉時，急忙進內室拜見他的母親，向他叩頭稟告，訴說自己與尚書有約期相會的事，陳遵的母親才讓他從後門出去，陳遵時常喝得大醉，然而也沒有耽誤公事。
陳遵身高八尺多，頭長大鼻，容貌相當魁梧，粗通儒家經籍，擅長於书法，其寫給他人的書信，都被人收藏起來引以為榮，陳遵凡有所求，人們都不敢違逆，他所到之處，士大夫都穿戴整齊前來相會，唯恐落在後面，當時的列侯中，有一位與陳遵同姓且同字的人，每次到人家門前，報稱「陳孟公前來拜訪」，在座的人無不驚動，等到進來以後，才知道不是陳遵，那人因此被起了個綽號，叫「陳驚坐」。

### 造訪左氏
王莽一向認為陳遵是個奇才，那些身居高位的人亦對他多有稱讚，陳遵因此被起用擔任河南郡太守，他到職以後，本應派遣從史到京師報告，然而陳遵卻傳召擅長書法的屬吏十人前來，寫私信感謝京城中的老朋友，陳遵靠著憑几，一邊給寫信的官吏口述書信內容，一邊辦理公事，有親有疏，分別表達自己的情意，河南人對此大為吃驚，而陳遵也在到任後僅幾個月就被免職了。
當初，陳遵任河南郡太守，弟弟陳級任荊州州牧，當他們要前往就任的時候，一同去拜訪長安富戶－原淮陽王的外家左氏，與他們飲酒作樂，後來司直陳崇聽聞此事，就上書彈劾說：「陳遵兄弟有幸承蒙聖恩，超過等級提拔任職，陳遵爵封列侯，官居郡守，陳級擔任州牧，奉命出使，都應當以選拔正直、糾察邪惡，宣揚聖主的政風教化為原則，而他們卻不知正身自慎，陳遵才剛拜受官職，就乘坐設置了圍屏的車子進入閭巷民家，拜訪寡婦左阿君，左家擺酒歌唱，陳遵起舞、跳躍，突然仆倒在座位上，晚上留宿在左家，是由侍從的婢女扶持就寢的，陳遵明知在宴會上飲酒吃喝有一定的禮節，按禮節不能進入寡婦的家中，然而他卻沉迷於飲酒作樂，混亂不堪，亂了男女之別，輕辱了官爵地位，羞辱了官印，惡行不堪入耳，臣請求把他們一起免去官職。」陳遵因此被革職。

### 酒箴諷喻
陳遵罷官後回到長安，賓客越來越多，吃飯喝酒仍像以前一樣。過了很長一段時間，陳湯又擔任九江郡與河內郡的都尉，總計三次擔任二千石等級的官職，而張竦當到丹楊郡太守，封淑德侯，後來兩人都被免除了官職，以列侯的身分回到長安，張竦家境貧困，沒有賓客，只是時常有些好事之人追隨著問他各種疑難問題，一起談論儒家著作，而陳遵白日黑夜大聲喊叫，車馬擠滿了家門，酒肉宴席接連不斷。
先前，黃門侍郎扬雄做過一篇〈酒箴〉，用以規勸汉成帝，該篇文章藉酒客詰難正人君子的口吻，用器物作比喻寫成，文中寫道：「子猶瓶矣。觀瓶之居，居井之眉，處高臨深，動常近危。酒醪不入口，臧水滿懷，不得左右，牽於纆徽。一旦赙礙，為瓽所轠，身提黃泉，骨肉為泥。自用如此，不如鴟夷。鴟夷滑稽，腹如大壺，盡日盛酒，人復借酤。常為國器，託於屬車，出入兩宮，經營公家。繇是言之，酒何過乎！」。
陳遵非常喜歡這篇〈酒箴〉，常跟張竦說：「我和你就好比這瓦罐和酒袋，你誦讀經書，刻苦修養，自我約束，不敢稍犯過失，而我卻放任自己，追隨世俗而隨波逐流，官爵職位，功名利祿都不比你低，卻頗能獨行其樂，我不是比你要高明嗎！」張竦說：「人各有個性，各有長短，只能個人自己評判，你想做我這樣的人不可能，我如果想仿效你也會失敗，雖然如此，我認為學我的能夠持久，仿效你的難以長久，而我走的才是常道阿」。

### 飲醉見殺
等到王莽失敗，陳遵與張竦兩人皆客居池陽縣，期間張竦被賊兵所殺，更始帝進入長安後，大臣舉薦陳遵當大司马屬下的護軍，與歸德侯劉颯一同出使匈奴，单于想威脅陳遵，使他屈服，陳遵說明利害得失，議論是非曲直，單于稱讚他有奇才，遣送其回國，這時正遇上更始帝敗亡，陳遵滯留在朔方郡，為賊兵所敗，當時陳遵正好喝醉，因而遇害身亡。

## 延伸閱讀
[在维基数据编辑]
 《漢書·卷092》，出自班固《漢書》
 《東觀漢記》